# راجرزویل (پنسیلوانیا)
راجرزویل (به انگلیسی: Rogersville) یک منطقهٔ مسکونی در ایالات متحده آمریکا است که در شهرستان گرین، پنسیلوانیا واقع شده‌است. راجرزویل ۱٫۰۶ کیلومتر مربع مساحت و ۲۴۹ نفر جمعیت دارد و ۳۲۱٫۸۷ متر بالاتر از سطح دریا واقع شده‌است.